# Crataegus irrasa
Crataegus irrasa — вид квіткових рослин із родини трояндових (Rosaceae).

## Біоморфологічна характеристика
Це кущ 30–60 дм заввишки. Нові гілочки оливково- або оранжево-зелені, тонкі, голі, 1-річні світлі, сіруваті або насичено червонувато-коричневі, наприкінці 1-го року часто темно-червоно-коричневі, 2-річні сірі або світло-коричневі з червоним відтінком, старші попелясто-сірі; колючки на гілочках численні, прямі, 1-річні блискучі, насичено червоно-коричневі, старші темно-сірі, в кінцевому підсумку попелясто-сірі, міцні, 3–6 см. Листки: ніжки листків 33–40% від довжини пластини, зверху ворсинчасті молодими, залозисті; листові пластини від яйцювато-довгастих до довгастих, (4)5–7(8) см, основа від клиноподібної до ± урізаної, часточки по 5 чи 6 на кожному боці, нижня поверхня гола, верх притиснуто шершавий, майже голий. Суцвіття 9–12-квіткові. Квітки 13–15 мм у діаметрі; гіпантій голий чи запушений; чашолистки короткі; тичинок 20; пиляки блідо-жовті. Яблука червонуваті, від майже округлих до довгастих, 12–14 мм у діаметрі, голі чи запушені. Період цвітіння: травень і червень; період плодоношення: вересень.

## Ареал
Зростає на північному сході США (Мічиган, Міннесота, Нью-Йорк, Огайо, Вермонт, Вісконсин) й на сході Канади (Онтаріо, Квебек).
Населяє чагарники, старі поля; на висотах 0–300 метрів.